# 스과이구

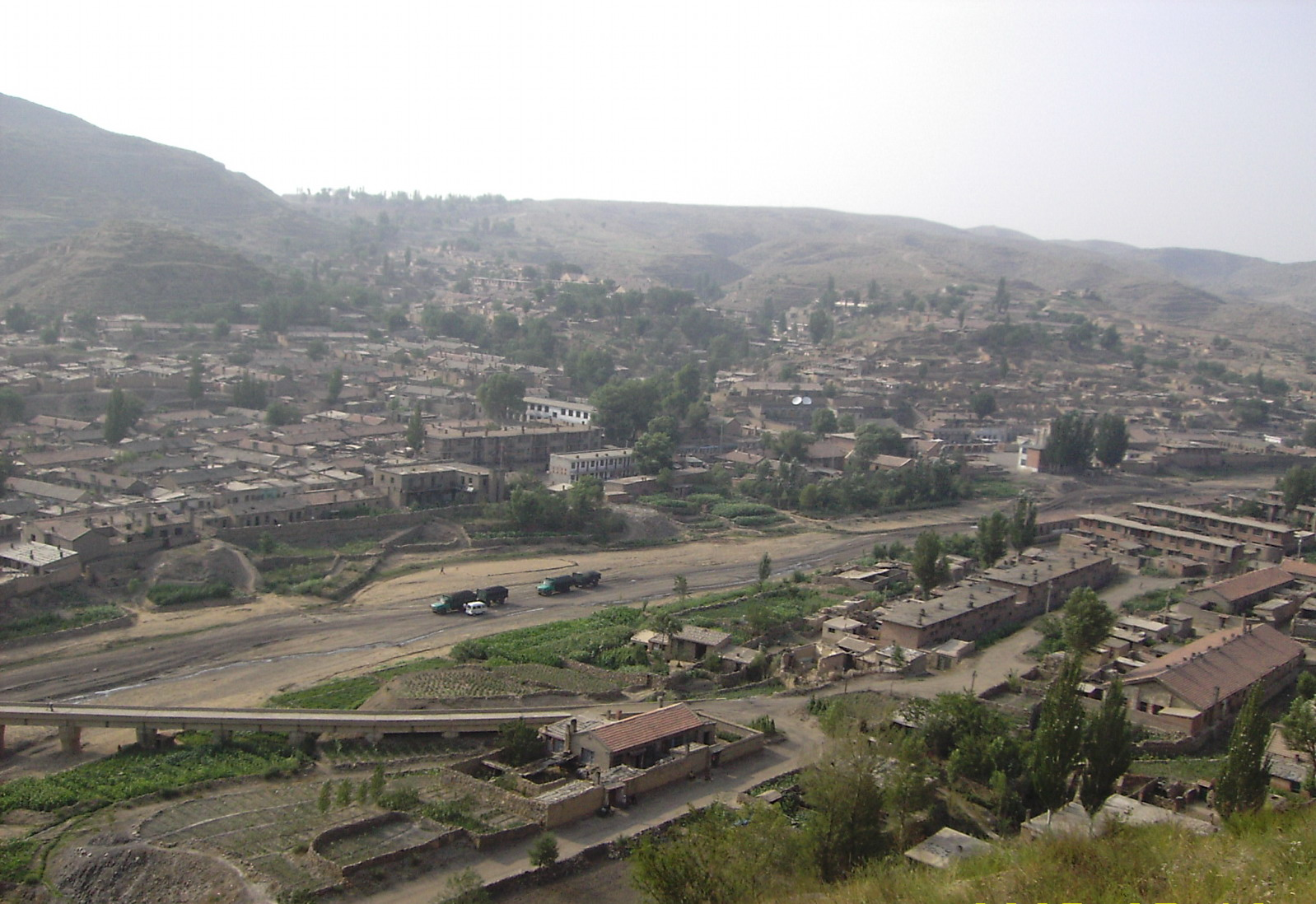

스과이구(한국어: 석과구, 중국어: 石拐区, 병음: Shíguǎi Qū)는 내몽골 자치구 바오터우 시의 현급 행정구역이다. 넓이는 619km2이고, 인구는 2007년 기준으로 60,000명이다.

## 기후
연평균 기온은 5.2℃이고 연평균 강수량은 375.7mm이다.

## 행정 구역
5개 가도, 1개 진을 관할한다.
- 가도: 石拐街道, 大发街道, 大磁街道, 五当沟街道, 白狐沟街道.
- 진: 五当召镇.